# Översvämningskatastrofen i Kina 1931

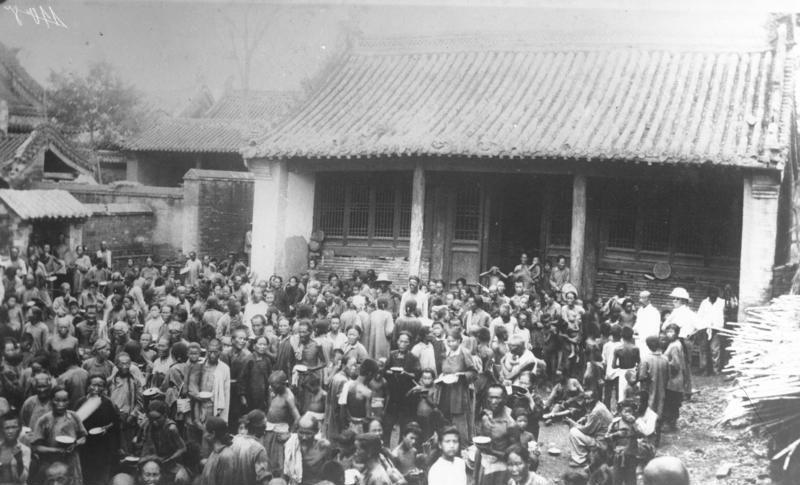
Överlevande från översvämningen 1931

Översvämningskatastrofen i Kina år 1931 anses vara den dödligaste naturkatastrofen i modern tid. Antalet förolyckade vet man inte exakt men beräknas ha uppgått till mellan 2 och 4 miljoner människor, de flesta uppskattningarna ligger i de högre intervallen. Genom historiens lopp har dessutom Kina drabbats av ytterligare en lång rad översvämningskatastrofer där antalet döda uppgått till hundratusentals eller ännu mer när de två jättefloderna Yangtze och Gula floden brutit igenom sina fördämningar. Särskilt Gula floden som har svämmat över extremt ofta, uppemot 1600 gånger senaste 3-4000 åren och floden har därmed även kallats "Kinas sorg".

## Förlopp
Katastrofen var egentligen en serie av flera översvämningar där Gula floden, Yangtze och Huai floden svämmade över i olika tidpunkter under sommaren och hösten. Katastrofen hade föregåtts av en period med ovanligt lite regn 1928-1930. Vintern 1930-1931 var ovanligt snörik i centrala och norra Kina, vilket ledde till ovanligt häftiga vårfloder framförallt i Gula flodens dräneringsområde. Detta följdes sedan av en regnperiod som var mycket häftig med bl.a. ovanligt många tropiska cykloner, utmed Chanjiang föll det på flera ställen över 2 fot regn (över 600 mm) bara under juli månad. Resultatet av allt detta var oerhörda översvämningar i nämnda floder samt deras bifloder.

### Gula floden
Som så många gånger i Kinas historia var områdena runt Gula flodens nedre lopp hårdast drabbade. Översvämningarna pågick från juli till november och antalet dödsoffer i själva översvämningarna anses ha varit minst 1 miljon, enligt vissa beräkningar dubbelt så många. Räknar man in alla som dog i följdeffekter som svält och sjukdomar var antalet förolyckade kanske så många som 4 miljoner men siffrorna är osäkra. De materiella skadorna var oerhörda med ca 80 miljoner människor hemlösa.

### Yangtze och Huai
Översvämningarna i Yangtze med bifloder var värst i juli och augusti. Antalet döda beräknas till ca 145 000 och 28 miljoner människor allvarligt påverkade. Ihop med Huaifloden översvämmade Yangtze den dåvarande huvudstaden Nanjing med enorm förödelse som följd. Kvällen den 25 augusti brast fördämningarna vid en sjö nära den stora kanalen som förbinder Yangtze i södra Kina med Gula floden i landets norra del. Översvämningen som följde beräknas ha dränkt ca 200 000 människor. Även 5 000 människor skulle ha klämts till döds av hus och andra byggnader.

## Konsekvenser
Under 1930-talet följde fler svåra översvämningskatastrofer och den dåvarande nationalistregeringen började planera för att bygga ett flertal jättelika dammar i framförallt Yangtze för att försöka förhindra framtida jättekatastrofer. Men andra världskriget kom emellan och även om Mao Zedong ansåg att byggandet av De tre ravinernas damm var högprioriterat (världens största damm och vattenkraftverk) så började den byggas först på 1990-talet och var helt klar år 2012. Förhoppningarna är att denna och ett flertal andra dammar i Yangtze och dess bifloder ska minska risken för svåra översvämningskatastrofer i framtiden. Kritiker till mastodontprojekten menar emellertid att de förhoppningarna är starkt överdrivna. Förutom de häftiga sommarregnen drabbas regionen också av kraftiga jordbävningar vilket skulle få katastrofala effekter om någon av dammarna kollapsar i samband med ett skalv.